# Afgrunden (film, 1910)
Pour plus de détails, voir Fiche technique et Distribution.
Afgrunden (The Abyss en anglais) est un film danois muet réalisé par Urban Gad, réalisé en 1910. Ce film fit connaître Asta Nielsen et fut censuré aux États-Unis pour cause d'érotisme.

## Synopsis
Knud, fils de vicaire, rencontre Magda, une professeur de piano, dans un tram. Il tombe amoureux d'elle et la présente à ses parents. Elle refuse ensuite de les accompagner au service dominical et le convainc d'aller plutôt avec elle au Cirque. Là-bas, elle danse avec les interprètes tandis que Rudolf vient la séduire. Ils s'enfuient alors à cheval mais Magda n'est pas contente de lui car il continue de flirter avec d'autres filles. Knud va alors la ramener auprès d'elle.

## Fiche technique
- Titre : Afgrunden
- Titre allemand : Abgründe
- Titre alternatif : Der Abgrund
- Titre international : The Abyss
- Titre américain : The Woman Always Pays
- Réalisation : Urban Gad
- Scénario : Urban Gad
- Directeur de la photographie : Alfred Lind
- Pays de production :  Danemark
- Producteur : Hjalmar Davidsen (it)
- Sociétés de production : Kosmorama
- Longueur : 610 mètres (États-Unis), 750 mètres (Danemark)
- Format : Noir et blanc - 1,33:1 - Muet
- Dates de sortie : 
  - Danemark : 12 septembre 1910
  - États-Unis : 18 avril 1912
- Présentations lors de festivals :
  - Festival international du film d'Odense : 15 août 2003
  - Berlinale : 9 février 2007

## Distribution
- Asta Nielsen : Magda Vang

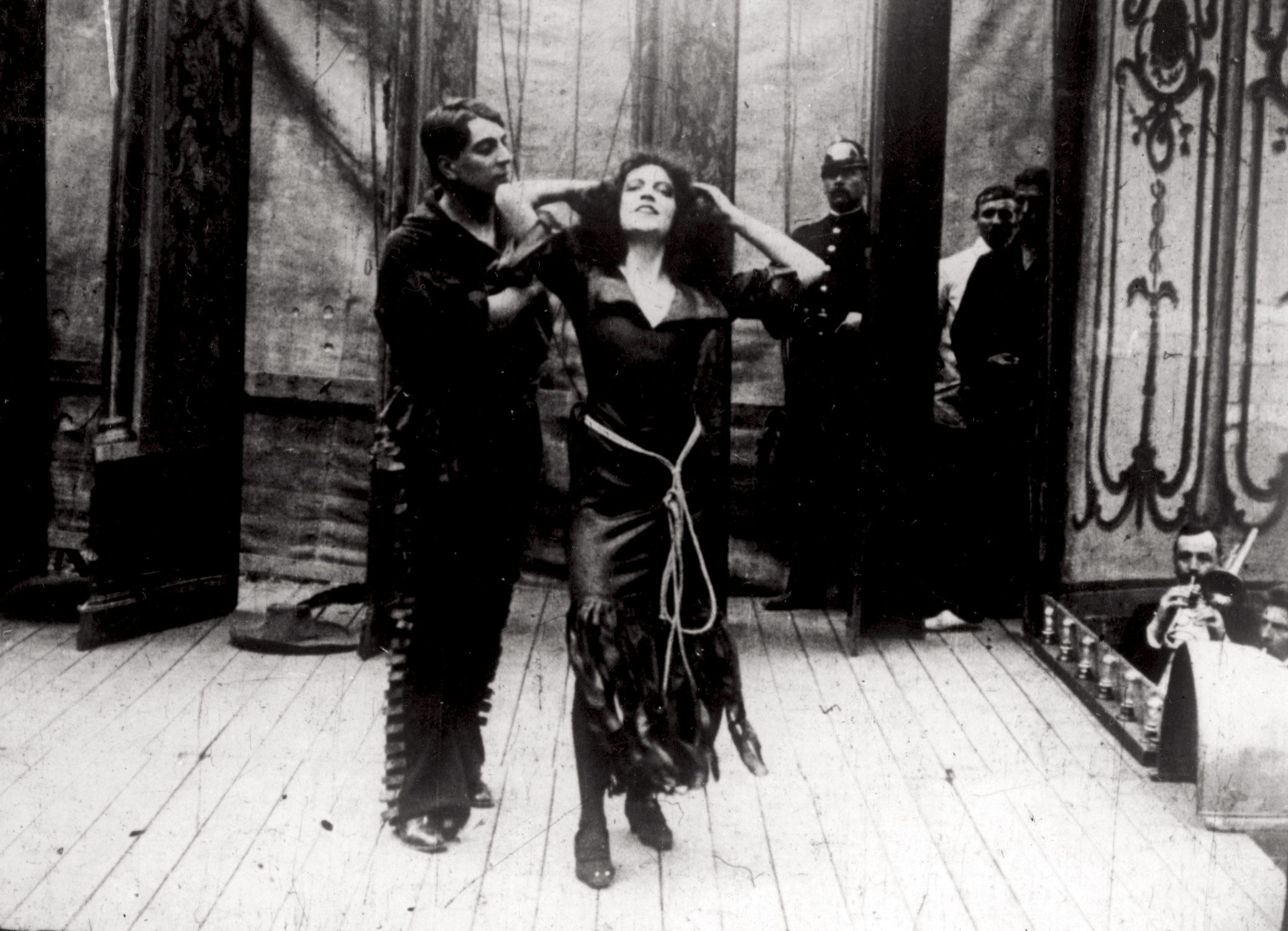
La scène du tango.

- Robert Dinesen : Knud Svane, le fiancé de Magda
- Poul Reumert : Rudolf Stern, artiste de cirque
- Hans Neergaard (da) : Peder Svane, la pasteur
- Hulda Didrichsen (da) : la femme du pasteur
- Emilie Sannom (en) : Lilly d'Estrelle, chanteuse
- Oscar Stribolt (en) : un serveur
- Arne Weel (en)
- Johannes Fønss (da)
- Torben Meyer